# Camouflage via un éclairage diffus
Un camouflage via un éclairage diffus (anglais : diffused lighting camouflage) est une forme de camouflage actif à l'aide d'un contre-éclairage pour s'adapter au fond, ce type de camouflage a été utilisé comme prototype par la Marine royale du Canada pendant la Seconde Guerre mondiale.